# Diego de Astorga y Céspedes
Diego de Astorga y Cépedes (ur. 10 października 1664 na Gibraltarze, zm. 9 lutego 1734 w Madrycie) – hiszpański kardynał.

## Życiorys
Urodził się 10 października 1664 roku na Gibraltarze. Studiował na Uniwersytecie w Granadzie, gdzie uzyskał licencjat z prawa kanonicznego. 17 grudnia 1689 roku przyjął święcenia kapłańskie. 30 marca 1716 roku został wybrany biskupem Barcelony, a 14 czerwca przyjął sakrę. Cztery lata później został wielkim inkwizytorem Hiszpanii i arcybiskupem Toledo. 26 listopada 1727 roku został kreowany kardynałem prezbiterem, jednak nigdy nie otrzymał kościoła tytularnego. Zmarł 9 lutego 1734 roku w Madrycie.